# Palm Trees and Power Lines
Palm Trees and Power Lines (bra: Palmeiras e Linhas Elétricas) é um longa metragem de coming of age e drama estadunidense de 2022 escrito e dirigido por Jamie Dack, baseado em seu curta-metragem de 2018 de mesmo nome. O filme é estrelado por Gretchen Mol, Jonathan Tucker e Lily McInerny como uma jovem de dezessete anos que tem um encontro que muda sua vida com um homem com o dobro de sua idade. Ele estreou no Festival de Cinema de Sundance em 24 de janeiro de 2022, onde Dack venceu o prêmio de Direção, Montagem e Roteiro no U.S. Dramatic. Além disso, foi indicado a 4 categorias no Independent Spirit Awards de 2023: melhor performance coadjuvante e revelação por Jonathan Tucker e Lily McInerny, respectivamente; melhor primeiro filme e primeiro roteiro.

## Elenco
- Lily McInerny como Lea
- Jonathan Tucker como Tom
- Gretchen Mol como Sandra
- Auden Thornton como Katie
- Armani Jackson como Patrick
- Kenny Johnston como Jimmy
- Quinn Frankel como Amber

## Lançamento
O filme estreou no Festival de Cinema de Sundance de 2022 em 24 de janeiro de 2022, onde ganhou o prêmio nos Estados Unidos. prêmio de direção. Também foi exibido no San Francisco International Film Festival, no Melbourne International Film Festival, no Deauville Film Festival, no Filmfest Hamburg, no London Film Festival, no Busan International Film Festival, Mostra Internacional de Cinema de São Paulo, no Valladolid International Film Festival, o Thessaloniki International Film Festival, o Tallinn Black Nights Film Festival, o Stockholm International Film Festival e o Torino Film Festival.
Palm Trees and Power Lines será distribuído nos Estados Unidos e no Reino Unido pela Momentum Pictures, com um lançamento limitado planejado nos cinemas e VoD em março de 2023.

## Recepção

### Resposta da Crítica
No site de agregação de críticas, Rotten Tomatoes, o filme tem uma taxa de aprovação geral de 93% com uma pontuação média de 7,7/10 com base em 42 resenhas. O consenso crítico do site diz: "Palm Trees and Power Lines conta uma história difícil com habilidade marcante - e marca Lily McInerny como uma jovem atriz com potencial brilhante". No Metacritic, que usa uma média ponderada, o filme recebeu uma pontuação de 83 em 100 com base em 9 críticas, indicando "aclamação universal".

### Prêmios e Indicações
| Prêmios                                   | Data da Cerimônia      | Categoria                      | Candidatos                     | Resultado | Ref.   |
| ----------------------------------------- | ---------------------- | ------------------------------ | ------------------------------ | --------- | ------ |
| Festival de Cinema de Sundance            | 28 de Janeiro de 2022  | Grand Jury Prize Dramatic      | Palm Trees and Power Lines     | Indicado  | [ 16 ] |
| Festival de Cinema de Sundance            | 28 de Janeiro de 2022  | Melhor Diretor                 | Jamie Dack                     | Venceu    | [ 16 ] |
| San Francisco International Film Festival | 30 de Abril de 2022    | Melhor Diretor                 | Jamie Dack                     | Venceu    | [ 17 ] |
| Deauville American Film Festival          | 10 de Setembro de 2022 | Grand Prize                    | Jamie Dack                     | Indicado  | [ 18 ] |
| Deauville American Film Festival          | 10 de Setembro de 2022 | Prêmio do Juri                 | Jamie Dack                     | Venceu    | [ 18 ] |
| Torino Film Festival                      | 3 de Dezembro de 2022  | Melhor Longa-Metragem          | Jamie Dack                     | Venceu    | [ 19 ] |
| Torino Film Festival                      | 3 de Dezembro de 2022  | Melhor Roteiro                 | Jamie Dack e Audrey Findlay    | Venceu    | [ 19 ] |
| Independent Spirit Awards                 | 4 de Março de 2023     | Melhor Primeira Longa          | Jamie Dack and Leah Chen Baker | Pendente  | [ 20 ] |
| Independent Spirit Awards                 | 4 de Março de 2023     | Melhor Primeiro Roteiro        | Jamie Dack and Audrey Findlay  | Pendente  | [ 20 ] |
| Independent Spirit Awards                 | 4 de Março de 2023     | Melhor Desempenho Revelação    | Lily McInerny                  | Pendente  | [ 20 ] |
| Independent Spirit Awards                 | 4 de Março de 2023     | Melhor Performance Coadjuvante | Jonathan Tucker                | Pendente  | [ 20 ] |